# Xã Frederic, Michigan
Xã Frederic (tiếng Anh: Frederic Township) là một xã thuộc quận Crawford, tiểu bang Michigan, Hoa Kỳ. Năm 2010, dân số của xã này là 1.341 người.